# Enrico XV di Reuss zu Plauen
Enrico XV di Reuss-Plauen (Castello di Greiz, 22 febbraio 1751 – Castello di Greiz, 30 agosto 1825) fu Principe di Reuss-Plauen, in Turingia.

## I primi anni nell'esercito
Nato dal Principe di Reuss-Plauen, Enrico XI di Reuss-Greiz, nella residenza paterna nella piccola capitale del principato, all'età di 15 anni il futuro giovane principe entrò nel marzo del 1766 nella fanteria dell'esercito austriaco, nel 35º Reggimento "Macquire". Alla morte dell'Imperatrice Maria Teresa nel 1780 e con l'ascesa al trono di suo figlio Giuseppe II (1741-1790), la fama del giovane principe crebbe, il che gli consentì di realizzare una splendida e veloce carriera militare. L'Imperatore lo stimava per sonalmente per le proprie qualità militari e di stratega e allo scoppio della guerra contro l'Impero ottomano lo nominò comandante. Si distinse nell'assalto della fortezza di Schabatz (attuale Šabac in Serbia) nel 1788 e dopo questa vittoria venne nominato Colonnello del 56º Reggimento di fanteria "Wenzel Colloredo". L'anno successivo fu a Belgrado e nell'autunno del 1789 prese nuovamente possesso della città sedando i moti rivoluzionari locali.
Nel 1791 a Praga fu iniziato in Massoneria, nell'Ordine della Stretta Osservanza Templare, col nome d'Ordine di Eques ab Intrepiditate.

## La prima guerra di coalizione
Allo scoppio della prima guerra di coalizione contro la Francia rivoluzionaria, fu col proprio reggimento di fanteria presente nelle campagne del 1793 nei Paesi Bassi austriaci (attuale Belgio), prendendo poi possesso di un reggimento di cavalleggeri ed avanzando verso Longueville il 21 aprile 1793, all'assalto della fortezza di Maubeuge; il 30 aprile di quello stesso anni, con solo quattro compagnie ed una parte smembrata del 18º "Karaiczay" occupò Oudin e la difese dall'impetuoso attacco della fanteria francese. Per questi suoi servizi sul campo, Reuss venne promosso a maggiore generale. La sua carriera si legò quindi alla predilezione che ebbe per lui il Feldmaresciallo-Principe di Sassonia-Coburgo-Saalfeld, il quale lo comprese nei suoi aiutanti di campo. La sua fama continuò negli anni successivi nelle guerre sempre contro la Francia.
Nella campagna militare della fine del maggio del 1796 fu sottoposto al Feldmaresciallo Conte von Wurmser, che interessò l'Alto Reno e il Nord-Italia, il quale affidò al generale Reuss una brigata (4 battaglioni e 4 squadroni con 3 cannoni), come sottoposto alla colonna principale del Luogotenente-Feldmaresciallo Quosdanovich, col quale combatté la Battaglia di Lonato (2-3 agosto 1796), e nel febbraio del 1797 venne promosso a Luogotenente Feldmaresciallo.

## La seconda guerra di coalizione
Nella primavera del 1799 scoppiò la seconda guerra di coalizione, a cui il Principe di Reuss partecipò combattendo la Battaglia di Zurigo del 4 giugno 1799. Reuss ricevette quindi il comando di 10 battaglioni e 20 squadroni, assieme a 8.200 uomini per contrapporsi al generale Oudinot i cui attacchi persistevano sul fronte tedesco. Negli scontri del 1800 il Principe fu presente nella Germania del sud e difese personalmente l'area del Tirolo.

## La terza guerra di coalizione
Nella guerra della terza coalizione, del 1805, il Principe di Reuss ottenne il comando delle armate austriache presenti in Italia. Con questo scenario, combatté la battaglia di Caldiero (29-31 ottobre 1805).
Al termine delle guerre napoleoniche, nel 1809, verrà insignito della Croce di Cavaliere dell'Ordine Militare di Maria Teresa, la massima onorificenza militare dell'Impero austriaco.

## Ultimi anni
Dopo aver presenziato alla firma della pace di Schonbrunn (14 ottobre 1809) il Principe di Reuss prese residenza a Greiz, dove cercò riposo e tranquillità dai suoi lunghi anni di impegno nell'esercito a favore della patria. Ad ogni modo, quando nel 1813 l'Austria aderì alla nuova coalizione formatasi contro Napoleone I, il Principe di Reuss lasciò la propria residenza e nuovamente si dedicò al servizio militare, ricevendo il comando delle truppe d'osservazione mosse contro la Baviera (sostenitrice di Napoleone) e costrinse con 30.000 uomini il Regno di Baviera a rinunciare all'adesione alla Confederazione del Reno, promossa dal governo napoleonico nel 1803, ed a schierarsi con le potenze alleate. L'8 ottobre 1813 il Comandante bavarese feldmaresciallo Carl Philipp von Wrede firmò a Ried im Innkreis il trattato di Ried, con il quale il Regno di Baviera avrebbe adempiuto a quanto richiesto. Questo risultato valse al Principe di Reuss l'onorificenza di Cavaliere di Gran Croce dell'Ordine di Leopoldo con espressione di particolare soddisfazione da parte dell'Imperatore Francesco I.
Poco dopo l'Imperatore lo nominò Governatore generale dopo che Venezia, caduta il 20 aprile 1814, si era arresa definitivamente all'Austria, guadagnandosi anche la medaglia d'argento al valore civile, venendo poco dopo nominato Governatore della Lombardia, carica che ricoprì sino al 1815, quando si ritirò a vita privata. Visse i propri ultimi anni a Greiz, dove morì il 30 agosto 1825.